# Daihatsu
Daihatsu Motor Co., Ltd. (japonsky ダイハツ工業株式会社 [daihacu kógjó kabušiki-gaiša]) je japonská automobilka známá především svými malými a terénními vozy. Mnoho modelu je známo v Japonsku také jako kei džidōša („lehké vozy“). Centrála společnosti sídlí ve městě Ikeda v prefektuře Ósaka.
Název „Daihatsu“ je kombinací prvního kandži z názvu Ósaka (大) a prvního slova 発動機製造 [hacudōki seizō] („továrna na motory“). Složeno dohromady se to vyslovuje „dai hacu“.
Společnost Daihatsu byla založena v roce 1951 jako nástupnická organizace Hatsudoki, v 60. letech 20. století začala vyvážet automobily do Evropy, přestože zde do 80. let nedosáhla žádných větších obchodních úspěchů.
Od února 1992 v Severní Americe společnost Toyota běžně distribuuje modely automobilky Daihatsu.
V roce 2011 firma oznámila ukončení prodeje svých vozů v Evropě rokem 2013. Důvodem je výrazný pokles prodeje v souvislosti s nevýhodným kurzem jenu a krize na automobilovém trhu. Mezi lety 2007 a 2011 klesl roční prodej v Evropě z 58000 na 12000 vozů.

## Historie firmy
- 1907 – založení Hatsudoki Seizo Co., Ltd.
- 1951 – přejmenování: Daihatsu Motor Co., Ltd.
- 1967 – podepsána smlouva s Toyota Motor Corporation
- 1988 – Daihatsu USA uvádí modely Charade a Rocky
- 1992 – Daihatsu USA v únoru končí činnost
- 1999 – Toyota získává většinový podíl (51%) v Daihatsu Motor Ltd.

## Modely osobních vozů

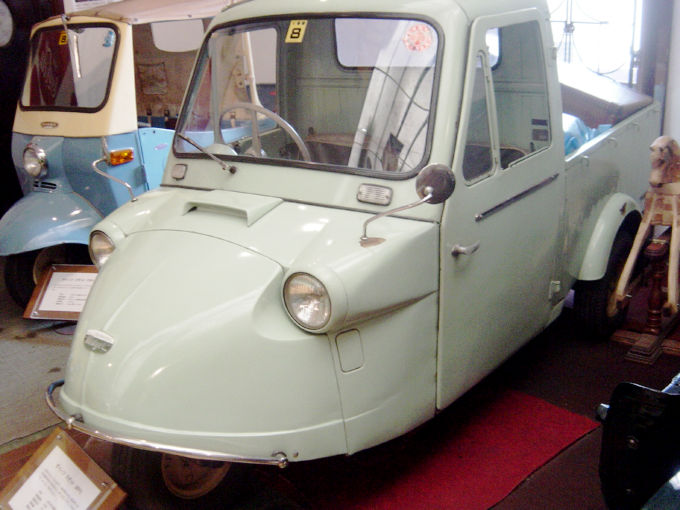
Daihatsu Midget MP4

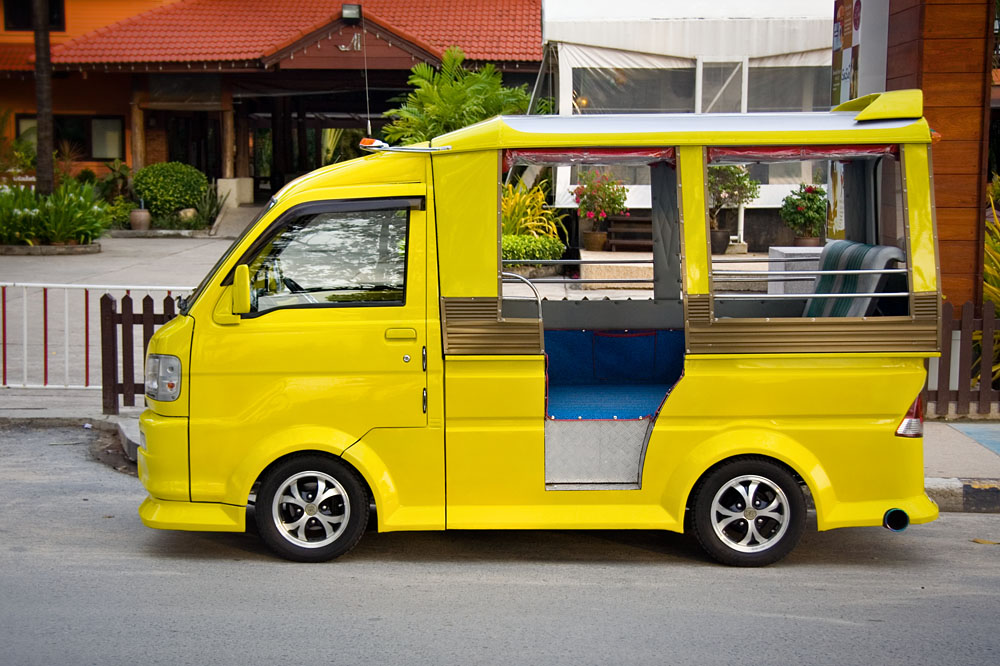
Autorikša Daihatsu Hijet ve městě Patong Beach, Phuket, Thajsko

- Altis / Toyota Corolla Altis, Toyota Camry
- Applause
- Atrai (včetně hybridních verzí).
- Bee
- Ceria
- Charade
- Charmant / Toyota Corolla
- Compagno
- Consorte
- Copen
- Cuore
- Domino
- Esse
- Grand Move/Pyzar
- Gran Max
- Fellow Max
- Fourtrak / Toyota Blizzard
- Hijet
- Leeza
- Luxio
- Materia/Coo / Toyota bB
- Max
- Midget
- Mira
- Move
- Naked
- Opti
- Rocky
- Sirion/Storia / Toyota Duet
- Sirion/Boon / Toyota Passo
- Sonica
- Sportrak
- Taft
- Tanto
- Taruna
- Terios / Toyota Cami
- Terios/Be-Go / Toyota Rush
- Trevis
- Valera
- Xenia / Toyota Avanza
- YRV

## Továrny
- Ikeda (prefektura Ósaka), též centrála společnosti
- Ryuo (prefektura Šiga)
- Tada (prefektura Hyōgo)
- Oyamazaki (prefektura Kjóto)
- Sunter II (Indonésie) - Astra Daihatsu
- Cumana, Estado Sucre (Venezuela) - Terios